# Colutea nepalensis
Colutea nepalensis är en ärtväxtart som beskrevs av John Sims. Colutea nepalensis ingår i släktet blåsärter, och familjen ärtväxter. Inga underarter finns listade i Catalogue of Life.
Blomman är gul.